# The Italian Job
The Italian Job (bra: Um Golpe à Italiana; prt: Um Golpe em Itália) é um filme britânico de 1969, dos gêneros ação, policial e suspense, dirigido por Peter Collinson.

## Sinopse
Charlie Crocker, ao sair da prisão, obtem um audacioso plano engendrado por Beckerman: roubar um carro forte escoltando o equivalente a 4 milhões de dólares em barras de ouro, entregues em Turim pelo governo chinês à Fiat. Para isso seria necessário criar uma confusão no sistema de transito municipal ao sabotar seus computadores e causar um engarrafamento gigantesco para abordar o carro forte. O ouro seria transportado dentro de três Mini Coopers.
Crocker decide realizar o plano e conta com o patrocínio do Sr. Bridger, ex-companheiro de prisão e líder criminoso britânico. Entretanto, além da polícia italiana, Crocker e seu bando terão como obstaculo a máfia italiana, que já eliminara Beckerman.

## Elenco
- Michael Caine .... Charlie Croker
- Noel Coward .... 	Sr. Bridger
- Benny Hill .... Professor Simon Peach
- Raf Vallone .... Altabani
- Tony Beckley .... Camp Freddie
- Rossano Brazzi .... Beckerman
- Margaret Blye .... Lorna
- Irene Handl .... Sra. Peach
- John Le Mesurier .... Governor
- Fred Emney .... Birkinshaw
- John Clive .... Garage Manager
- Graham Payn .... Keats
- Michael Standing .... Arthur
- Stanley Caine .... Coco
- Barry Cox ... Chris